# Pi'erre Bourne
Pi'erre Bourne, pseudonimo di Jordan Timothy Jenks (Fort Riley, 19 settembre 1993), è un produttore discografico, beatmaker, fonico e rapper statunitense.
Ha raggiunto la fama dopo aver prodotto singoli di successo come Magnolia di Playboi Carti e Gummo di 6ix9ine, che hanno raggiunto rispettivamente la 29ª e la 12ª posizione nella Billboard Hot 100.

## Biografia
È nato a Fort Riley, in Kansas, ma è cresciuto a Columbia, nella Carolina del Sud. Crescendo si è avvicinato all'hip hop e più in particolare alla East Coast, grazie a gruppi come i Dipset. Jenks ha iniziato a produrre i suoi beat con FL Studio quando andava alle elementari.

## Discografia

### Da solista
Album in studio
- 2019 – The Life of Pi'erre 4
- 2020 – The Life of Pi'erre 4 Deluxe
- 2021 – The Life of Pi’erre 5
- 2022 – Good Movie

Album collaborativi come producer
- 2019 – Sli'merre (con Young Nudy)
- 2020 – The Wolf of Peachtree (con Jelly)
- 2021 – Frazier Trill (con Frazier Trill)

Album collaborativi come rapper
- 2018 – Pi’erre & Cardo's Wild Adventure (con Cardo)
- 2021 – Yo88! (con TM88)

EP
- 2014 – King of the Hill
- 2016 – SossGirl
- 2023 -  Grails

Mixtape
- 2016 – The Life of Pi'erre
- 2016 – The Life of Pi'erre 2
- 2016 – The Life of Pi'erre 3

Singoli come artista principale
- 2017 – Yo Pi'erre! (feat. Playboi Carti)
- 2018 – Honeyberry
- 2018 – Hacked my Instagram
- 2018 – Marie Curie
- 2021 - 4U
- 2021 - Groceries
- 2021 - Sossboy 2 (feat. Lil Uzi Vert)
- 2023 - IG
- 2023 - Honeyberry 2